# Ilskov Sogn
Ilskov Sogn er et sogn i Herning Nordre Provsti (Viborg Stift).
Ilskov Kirke blev i 1898 opført som filialkirke til Sunds Kirke, og Ilskov blev et kirkedistrikt i Sunds Sogn, som hørte til Hammerum Herred i Ringkøbing Amt. Ilskov Kirkedistrikt blev i 1933 udskilt fra Sunds Sogn som det selvstændige Ilskov Sogn.
Ilskov sognekommune omfattede kun den vestlige og største del af Ilskov Sogn med byen Ilskov. Den østlige del med landsbyen Munklinde hørte til Bording sognekommune. Det betød at ved kommunalreformen i 1970 blev den vestlige del indlemmet i Herning Kommune og den østlige del i Ikast-Brande Kommune.
I sognet findes følgende autoriserede stednavne:
Tidligere hørte hele Bording Sogn og størstedelen af det senere Ilskov Sogn til Ginding Herred, men sognene blev 6. januar 1832 afstået til Hammerum Herred.
I sognet findes følgende autoriserede stednavne: 
I Herning Kommune:
- Grønhøj (areal)
- Haraldslund Plantage (areal)
- Hvidmose (areal)
- Ilskov (bebyggelse, ejerlav)
- Løgten (bebyggelse)
- Myremalmplantage (areal)
- Nørlund (bebyggelse)
- Røjen Kær (areal)
- Skåphus (bebyggelse, ejerlav)
- Skåphus Mark (bebyggelse)

I Ikast-Brande Kommune:
- Agerskov (bebyggelse, ejerlav)
- Agerskov Hede (bebyggelse)
- Hestlund Hede (areal)
- Munklinde (bebyggelse, ejerlav)